# Рибні Борки
Ри́бні Бо́рки (рос. Рыбные Борки) — селище у складі Баєвського району Алтайського краю, Росія. Входить до складу Нижньочуманської сільської ради.

## Населення
Населення — 55 осіб (2010; 94 у 2002).
Національний склад (станом на 2002 рік):
- росіяни — 75 %